# Georges Biassou
Georges Biassou (1741-1801) est un ancien esclave, devenu un des chefs de la révolution haïtienne de 1791.

## Biographie

### L'esclave insurgé
La nuit du 14 août 1791, Biassou participe à la cérémonie vaudou de Bois-Caïman organisée par Dutty Boukman dans une habitation du nord de la colonie française de Saint-Domingue. La cérémonie est un véritable appel à l'insurrection et Biassou, avec Jean François et Jeannot, est prophétisé meneur de cette révolte.
Dès le début de la Révolution, les participants au grand soulèvement des esclaves, qui commence en 1791 à Saint-Domingue, proclament leur loyauté au roi et à la religion. La nuit du 22 au 23 août, les esclaves prennent les armes. Les insurgés gagnent du terrain mais la révolution se prolonge. Les insurgés comptent de valeureux guerriers mais qui n’ont aucune expérience de l’exercice du pouvoir. Après l'arrivée de la nouvelle du août 1792, Biassou se nomme « vice-roi » en attendant la libération du roi Louis XVI qui fut mis en prison par les révolutionnaires français.
Biassou est ambitieux mais aussi emporté et vindicatif. Il abat des Blancs au hasard et sans hésitation, et vend des révolutionnaires comme esclaves aux Espagnols.
En 1793, un esclave affranchi du nom de François-Dominique Toussaint (qui gagnera par ses faits d'armes le nom de Toussaint Louverture) devient son aide de camp. La même année, l'Espagne entre en guerre contre la France. Madrid, qui occupe la partie orientale de l'île, offre aux insurgés de combattre les Français à ses côtés en échange d'une promesse de liberté générale.
Après que Louis XVI fut décapité (le 21 janvier 1793), les esclaves désespèrent d’un geste venant de la France. Plus enclins à la monarchie, les insurgés à la suite de Biassou renoncent à l’appui du gouvernement révolutionnaire français et déclarent allégeance à Charles IV, le roi d’Espagne.
L'abolition de l'esclavage est décrétée par l'envoyé de la République française, le révolutionnaire français Sonthonax le 29 août 1793, mais alors que les colons blancs appellent à la rescousse les Anglais, l’île est envahie par les Anglais et les Espagnols ; le 4 février 1794, la Convention abolit l’esclavage dans tous les territoires français.

### Les trahisons
Devant la montée en puissance de Toussaint, qui commençait à lui porter ombrage, il décide, avec Jean-François, de fomenter un attentat en 1794 contre celui-là. Toussaint en réchappe, mais son jeune frère y périt.
Aux côtés des royalistes espagnols, il combat Toussaint quand celui-ci se rallie à la France le 5 mai 1794. Il condamne Jeannot Bullet à la peine de mort pour cruauté excessive.
Battu par Louverture, il reste au service de l'Espagne et se retire en 1795 en Floride qui était alors une colonie espagnole. Là-bas, il change son prénom en Jorge et dirige la milice noire de Floride. Il y meurt le 14 juillet 1801.

## Biassou personnage de roman
Biassou est représenté comme un chef révolutionnaire cruel et sanguinaire dans Adonis, ou le bon nègre, anecdote coloniale, roman de Jean-Baptiste Picquenard, paru en 1798.
Biassou est également présent, sous la figure d'un révolutionnaire tyrannique, dans Bug-Jargal, roman de Victor Hugo.